# Charlie Hunter
Charlie Hunter (født 23. maj 1967) er en amerikansk guitarist, komponist og bandleder.
Hunter har indspillet 17 albums, men kom først frem i starten af 1990’erne. Hunter spiller specialfremstillede syv- og ottestrengede guitarer, på hvilke han spiller både basfigurer, rytmeguitar og soloer. Kritikeren Sean Westergaard beskriver Hunter’s guitarteknik som sinds-svimlende og fortæller at han er en kvik improvisator med et øre for god tone, og har altid fantastiske musikere med sig for at lave god musik, og ikke for at prale.

## Fodnote
1. ↑  "allmusic.com". anmeldelse af Sean Westergaard. Hentet 2010-02-02.